# Iveco 315
Il Fiat 315 poi Iveco 315 è un modello di autobus costruito dal 1978 al 2001.

## Storia
L'Iveco 315 fu presentato nel 1978 sotto il marchio Fiat per sostituire il Fiat 314 in ambito interurbano. È stato progettato per le linee extraurbane a bassa affluenza e per quelle transitanti in strade strette come per esempio quelle di montagna. Il suo "gemello" in allestimento urbano è l'Iveco 316. L'autobus, realizzato nell'unica lunghezza di 7,5 metri, è stato carrozzato (oltre che dalla stessa Iveco) anche da altri carrozzieri italiani quali Menarini, Orlandi, Padane e Garbarini ed esteri quali Van Hool e Magirus. Nel 1983 viene adottato il solo marchio Iveco. Nel 1985 tutta la gamma Iveco (autobus e autocarri) riceve motori dotati di turbocompressore, di conseguenza i 315 utilizzano la denominazione "315S Turbo". La produzione del modello con carrozzeria originale è cessata nel 1991, mentre il telaio per carrozzieri esterni è stato prodotto fino al 2001. Una delle versioni più diffuse è il "315 Poker" con carrozzeria prodotta dalla Orlandi e ripresa dal modello Poker già realizzato sul telaio dell'Iveco 370.

## Caratteristiche
Sono esistite tre serie di Iveco 315, la differenza consiste nel motore che è aspirato nella prima e sovralimentato (dotato di turbocompressore) nelle altre due successive. Il nome del modello "315" è seguito da un numero che indica la lunghezza e poi da un altro numero che esprime (in decine) i cavalli erogati dal motore:
- Fiat 315.8.13 (prodotto dal 1978 al 1981) equipaggiato con motore Fiat 8060.04 (6 cilindri in linea) da 5499 cm³ e 130 CV.
- Iveco 315S.8.17 Turbo (prodotto dal 1983 al 1991) equipaggiato con motore Fiat 8060.24 (6 cilindri in linea) da 5499 cm³ e 168 CV.
- Iveco 315S.8.18 Turbo (prodotto dal 1993 al 2001) equipaggiato con motore Fiat 8060.24 (6 cilindri in linea) da 5499 cm³ e 180 CV.

Dell'ultima versione non esiste il modello con carrozzeria originale, ma solo il telaio per carrozzieri esterni. Tutti i modelli sono dotati di due porte ad espulsione, i più moderni anche di aria condizionata ed impianto stereo.